# Gymnastes kandyanus
Gymnastes kandyanus är en tvåvingeart som beskrevs av Alexander 1958. Gymnastes kandyanus ingår i släktet Gymnastes och familjen småharkrankar.
Artens utbredningsområde är Sri Lanka. Inga underarter finns listade i Catalogue of Life.